# Mūza Rubackytė
Mūza Rubackytė (Kaunas, 19 maggio 1959) è una pianista lituana.
Insignita dell'Ordine del Granduca Gediminas, è anche stata nominata come Artista Nazionale della Lituania.

## Biografia
È nata in Lituania, da una famiglia di musicisti. All'età di 7 anni ha esordito nella sua città natale (Vilnius), suonando in particolare le composizioni di Haydn. Sei anni dopo si è aggiudicata il Concorso Nazionale dei Giovani Artisti. La vittoria l'ha portata ad intraprendere il Conservatorio di Tchaikovsky di Mosca, dove ha studiato sotto Yakov Flier, Mikhail Voskressensky e Bela Davidovitch. Durante il periodo del conservatorio, ha vinto il primo premio al Concorso Pianistico di Tallinn (Estonia) e poco dopo le è stato assegnato il primo premio in pianoforte appartenente allo stesso conservatorio.
Ai tempi dell'URSS Mūza Rubackytė non ha potuto viaggiare al di fuori del blocco comunista, ma si è limitata a suonare nelle orchestre delle repubbliche baltiche: Ucraina, Armenia, Uzbekistan, Kazakistan e Bielorussia, nonché in grandi gruppi di Mosca, Vilnius e San Pietroburgo. Vive a Parigi dal 1991.
Ha assunto diverse posizioni di insegnamento presso diverse istituzioni scolastiche, tra cui l'Accademia Lituana di Musica e Teatro, il Conservatorio Rachmaninoff a Parigi, il Conservatorio di Tchaikovsky a Mosca, la Messiaen Academy of Music nei Paesi Bassi. È stata anche giudice nel Concorso Pianistico Internazionale di Lituania e al Concorso Internazionale di Piano di Liszt (Utrecht).